# Meka (Mundemba)
Pour les articles homonymes, voir Meka.
Meka (ou Meka Ngolo) est un village du Cameroun, situé dans la Région du Sud-Ouest, à proximité de la frontière avec le Nigeria. Il est rattaché administrativement à la commune de Mundemba, dans le département du Ndian.

## Population
Meka Ngolo comptait 370 habitants en 1968-1969, puis 226 en 1972, principalement des Ngolo.
Lors du recensement de 2005 on y a dénombré 489 personnes.